# Mecanismo de Peaucellier-Lipkin
El mecanismo de Peaucellier-Lipkin es un conjunto de barras articuladas que transforma un movimiento circular en un movimiento rectilíneo.
Las barras se mueven en planos paralelos muy cercanos y se considera que se mueven en un solo plano.
Fue inventado en 1864 por el francés Charles-Nicolas Peaucellier (1832-1913) y el lituano Yom Tov Lipman Lipkin. El primero era un oficial del ejército y el segundo el hijo del rabbí Israel Salanter.
Este mecanismo fue muy útil en el desarrollo de la máquina de vapor.
Un mecanismo similar, el mecanismo de Sarrus, fue anterior pero no se aplicó a ninguna máquina.

## Geometría
Según la figura adjunta hay seis barras rígidas (de longitud constante): OA, OC, AB, BC, CD, DA.
Las longitudes son: OA = OC, AB = BC = CD = DA.
Si el punto O es fijo y el punto B se mueve siguiendo un círculo (indicado en rojo en la figura) que pasa por O, entonces el punto D se moverá según una línea recta (indicada en azul).